# 沈阳东站
沈阳东站位于辽宁省沈阳市大东区，建于1925年。距离沈阳站10公里，吉林站436公里，隶属中国铁路沈阳局集团有限公司管辖。车站于1995年停办客运，2020年7月28日起停止售票业务，货运业务正常运行。现为一等站，在沈阳北站-沈阳东站段铁轨拆除后也成为沈吉铁路起点站。

## 历史
沈阳东站的历史要追溯至20世纪20年代，当时的中国东北地区处于日、俄两国的势力范围，铁路的控制权也被两国控制。1922年，奉系当局决定修筑奉海铁路，构筑一条被己方掌握的东北铁路干线。奉海铁路是由奉天省城的奉海站（现沈阳东站）到海龙镇（位于今吉林省梅河口市）的一条铁路线，其干线长263.5公里，支线长73.6公里。该铁路线于1925年7月开工，1927年9月通车至海龙，1928年4月至8月接修干线至朝阳镇。1929年，随着省城改名沈阳，奉海铁路改称“沈海铁路”，站名也随之改为“沈海站”。1931年开始沈海站动工修建新站大楼并于1932年竣工，其新站大楼既是车站，也是奉海铁路局办公楼。2013年，奉海铁路局旧址被列为第七批全国重点文物保护单位。